# Himalia-gruppen
Himalia-gruppen er en gruppe af planeten Jupiters måner med temmelig ens omløbsbaner. Gruppen har navn efter dens største medlem, månen Himalia, og omfatter i skrivende stund (august 2005) følgende fem medlemmer:
- Elara
- Himalia
- Leda
- Lysithea
- S/2000 J 11

Omløbsbanernes halve storakse, eller middelafstanden til Jupiter, er næsten ens; alle mellem 11,15 og 11,75 millioner kilometer, og alle omløbsbaner hælder mellem 26,6 og 28,3 grader i forhold til Jupiters ækvator.
Den Internationale Astronomiske Union har vedtaget at alle måner i denne gruppe skal have navne der ender på bogstavet a.